# Bill Gates
William Henry Gates III (sinh ngày 28 tháng 10 năm 1955), thường được biết tới với tên Bill Gates, là một nam doanh nhân, nhà từ thiện kiêm tác giả người Mỹ. Ông được biết đến là chủ tịch tập đoàn Microsoft, hãng phần mềm mà ông đồng sáng lập cùng với Paul Allen. 
Xuyên suốt sự nghiệp, ông luôn có mặt trong danh sách những người giàu nhất trên thế giới và là người giàu nhất thế giới từ 1995 tới 2014, ngoại trừ tháng 3/2013, 3/2012, tháng 3/2011 (hạng 2) và 2008 khi ông chỉ xếp thứ ba.Tháng 5 năm 2013, Bill Gates đã giành lại ngôi vị người giàu nhất thế giới. Gần đây, ông là người giàu thứ hai thế giới với tổng tài sản 105,3 tỷ đô la Mỹ. Ở Microsoft, Gates làm CEO và kiến trúc sư trưởng phần mềm. Ông là cổ đông cá nhân lớn nhất của Microsoft cho tới tháng 5 năm 2014. Ông cũng là tác giả và đồng tác giả của một số cuốn sách.
Gates là một trong những doanh nhân nổi tiếng về cuộc cách mạng máy tính cá nhân. Mặc dù có nhiều người ngưỡng mộ ông, song nhiều đối thủ cạnh tranh đã chỉ trích những chiến thuật trong kinh doanh của ông, mà họ coi là cạnh tranh không lành mạnh hay độc quyền và công ty của ông đã phải chịu một số vụ kiện tụng. Trong giai đoạn gần cuối của sự nghiệp, Gates theo đuổi một số nỗ lực từ thiện, quyên góp và ủng hộ một số tiền lớn cho các tổ chức từ thiện và nghiên cứu khoa học thông qua Quỹ Bill & Melinda Gates, được thành lập năm 2000.
Gates đã thôi giữ chức giám đốc điều hành của Microsoft từ tháng 1 năm 2000 nhưng ông vẫn còn là chủ tịch và kiến trúc sư trưởng về phần mềm tại tập đoàn. Tháng 6 năm 2006, Gates thông báo ông sẽ chỉ giành một phần thời gian làm việc cho Microsoft và giành nhiều thời gian hơn cho Quỹ Bill & Melinda Gates. Bill dần dần chuyển vị trí kiến trúc sư trưởng sang cho Ray Ozzie, và vị trí giám đốc chiến lược và nghiên cứu sang cho Craig Mundie. Ngày làm việc toàn phần cuối cùng dành cho Microsoft của Gates là ngày 27 tháng 6 năm 2008. Ông vẫn còn giữ cương vị chủ tịch Microsoft nhưng không điều hành hoạt động tập đoàn.

## Tiểu sử
Bill Gates sinh ra ở Seattle, Washington, có bố là William Henry Gates, Sr. (tức Bill Gates Sr.) và mẹ Maxwell Gates, là những người gốc Anh, Đức, Ireland và Scotland-Ireland. Ông sinh ra và lớn lên trong gia đình khá giả; bố ông là một luật sư có tiếng, mẹ ông thuộc ban giám đốc của công ty tài chính First Interstate BancSystem và United Way of America, và ông ngoại ông, J. W. Maxwell là chủ tịch của một ngân hàng liên bang. Gates có chị gái Kristi (Kristianne), và một em gái là Libby. Ông là đời thứ tư trong gia tộc, nhưng người ta biết đến ông như là William Gates III hay "Trey" (ba) do bố ông đã bỏ hậu tố "III" trong tên gọi. Khi còn nhỏ, nghề nghiệp của bố mẹ Bill Gates đã làm cho ông có ước mơ trở thành luật sư.
Khi Bill còn bé, gia đình ông thường tham dự vào một giáo đoàn của hội Tin lành.
Năm 13 tuổi, ông vào học trường Lakeside, một trường dự bị cho các học sinh giỏi. Khi ông học lớp 8, câu lạc bộ các bà mẹ phụ huynh (Mothers Club) ở trường này đã dùng một khoản tiền nhờ việc bán các đồ dùng đã qua sử dụng để mua một máy đánh chữ cơ điện Model 33 ASR và một máy tính của hãng General Electric (GE) cho các học sinh của trường. Gates thấy thích thú khi lập trình trên máy tính của GE bằng ngôn ngữ BASIC, và ông đã bỏ các lớp toán để theo đuổi sở thích của mình. Ông đã viết chương trình đầu tiên trên máy tính này đó là các thao tác của trò chơi tic-tac-toe cho phép người chơi thi đấu với máy tính. Chiếc máy đã thu hút Gates và tự đặt câu hỏi làm sao mà chiếc máy có thể luôn luôn thực thi các mã phần mềm một cách hoàn hảo như vậy. Khi ông nhớ lại thời điểm này, ông nói, "Có một điều gì đó thật hiệu quả (trong cách hoạt động) của chiếc máy" ("There was just something neat about the machine"). Khi quỹ của hội phụ huynh đã hết, ông và các học sinh khác chuyển sang các hệ máy khác bao gồm máy tính mini PDP của hãng DEC. Hãng Computer Center Corporation (CCC) sáng chế ra PDP-10 đã cấm bốn học sinh trường Lakeside bao gồm Bill Gates, Paul Allen, Ric Weiland, và Kent Evans sử dụng hệ máy tính này trong mùa hè sau khi bốn người này đã khai thác các lỗi trong hệ điều hành để nhận được thêm thời gian sử dụng hệ máy tính này.
Khi hết hạn cấm, bốn học sinh đề nghị với công ty CCC là họ sẽ tìm các lỗi trong phần mềm của CCC và đổi lại họ được sử dụng các máy tính của công ty này. Thay vì sử dụng các hệ thống thông qua điện báo, Gates đã đến văn phòng CCC và nghiên cứu mã nguồn cho các chương trình khác nhau chạy trên hệ thống, bao gồm cả chương trình trong FORTRAN, LISP, và ngôn ngữ máy. Việc thỏa thuận với CCC bị kết thúc vào năm 1970, khi công ty này bị phá sản. Một năm sau, Information Sciences, Inc. đã thuê bốn học sinh trường Lakeside để viết một chương trình trả lương bằng ngôn ngữ COBOL, cho phép họ có thời gian sử dụng máy tính và bản quyền phần mềm của công ty. Sau khi những người quản lý ở trường biết được khả năng lập trình của ông, Bill đã được giao nhiệm vụ viết một chương trình lập thời khóa biểu cho các lớp học. Ông đã sửa các mã sao cho chương trình sắp xếp ông vào các lớp có nhiều nữ sinh nhất. Sau này ông nhận xét "thật khó có thể tách tôi ra khỏi máy tính mà rõ ràng tôi có thể chứng minh sự thành công từ nó" ("it was hard to tear myself away from a machine at which I could so unambiguously demonstrate success"). Lúc 17 tuổi, Gates lập kế hoạch kinh doanh với Allen đó là Traf-O-Data nhằm đếm lưu lượng giao thông dựa trên bộ xử lý Intel 8008.
Gates tốt nghiệp trường Lakeside vào năm 1973. Ông đạt được 1590 trên 1600 điểm ở kỳ thi SAT và ghi danh vào Đại học Harvard trong mùa thu năm 1973. Khi học ở Harvard, ông đã quen Steve Ballmer, người sau này kế vị chức CEO của Microsoft.
Trong năm học thứ hai, Gates nghĩ ra thuật toán trong vấn đề sắp xếp bánh kếp, bài toán được xếp vào một trong những vấn đề chưa giải được được nêu ra trong lớp toán tổ hợp của giáo sư Harry Lewis, một trong những người thầy của ông. Thuật toán của Gates đã giữ kỉ lục là thuật toán có thời gian giải nhanh nhất trên 30 năm; và thuật toán sau này chỉ nhanh hơn nó khoảng một phần trăm. Phương pháp của ông sau này được viết thành một bài báo chung với nhà khoa học máy tính ở Harvard là Christos Papadimitriou.
Gates không có kế hoạch học tập cụ thể ở Harvard và ông đã dành nhiều thời gian bên cạnh các máy tính ở trường. Ông vẫn liên lạc với Paul Allen, cùng tham gia vào Honeywell trong mùa hè năm 1974. Vào năm sau, chứng kiến sự ra đời của máy MITS Altair 8800 trên nền vi xử lý Intel 8080, lúc này Gates và Allen nhận ra đây là cơ hội cho họ sáng lập ra một công ty về phần mềm máy tính. Ông đã nói quyết định này với bố mẹ ông, họ đã ủng hộ ông sau khi thấy được ông sẽ cần bao nhiêu tiền để bắt đầu lập nghiệp với công ty.

## Microsoft

### BASIC

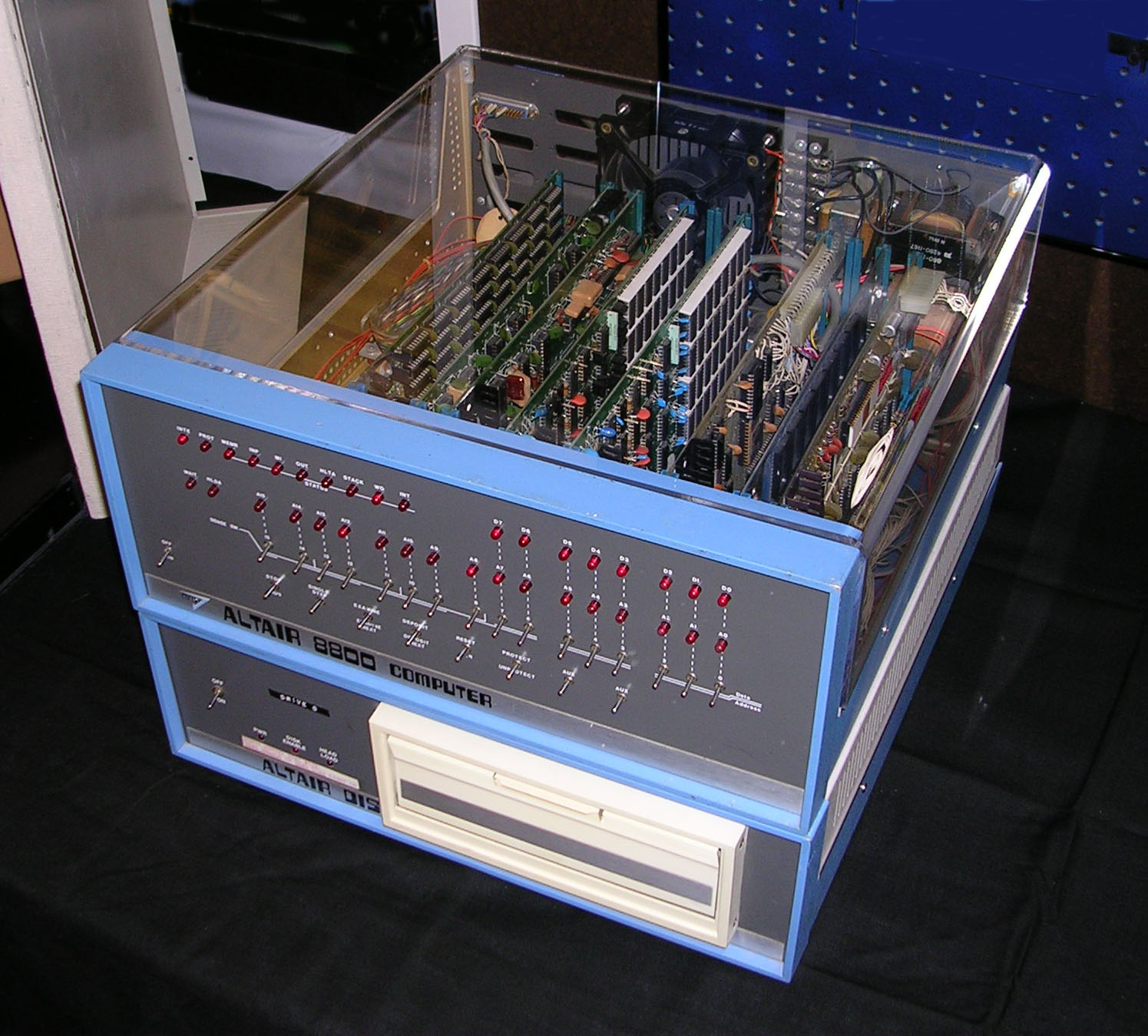
Máy tính MITS Altair 8800 với ổ đĩa mềm 8 in

Sau khi đọc bài báo trên tạp chí Popular Electronics số tháng 1 năm 1975 về khả năng của máy Altair 8800, Gates đã liên lạc với Micro Instrumentation and Telemetry Systems (MITS) - công ty đã sáng tạo ra chiếc máy trên, để MITS có thể mời ông và những người khác làm việc với chiếc máy trên nền tảng trình thông dịch BASIC. Thực tế, Gates và Allen đã không được tiếp xúc với máy Altair và họ đã không viết mã chương trình cho nó; hai người chỉ muốn thử xem công ty MITS có muốn họ cộng tác hay không. Giám đốc MITS là Ed Roberts đồng ý cho họ sử dụng phiên bản demo, và chỉ trong vài tuần họ đã phát triển chương trình giả lập máy Altair chạy trên một máy tính mini, và sau đó là ngôn ngữ BASIC. Cuộc thử nghiệm chiếc máy đã diễn ra tại trụ sở của MITS ở Albuquerque đã thành công và kết quả là một bản thỏa thuận với MITS để công ty phân phối trình thông dịch dưới tên gọi Altair BASIC. Paul Allen được mời làm việc cho MITS, và Gates đã không có mặt ở trường Harvard để tới làm việc cùng Allen ở MITS tại Albuquerque vào tháng 11 năm 1975. Họ đặt tên cho sự hợp tác giữa hai người là "Micro-Soft" và trụ sở đầu tiên của công ty đặt ở Albuquerque. Cũng trong năm này, dấu gạch ngang đã được bỏ ra khỏi tên của công ty, và vào ngày 26 tháng 11 năm 1976, thương hiệu "Microsoft" đã được đăng ký tại Văn phòng bang New Mexico. Do đó mà Gates không thể hoàn thành khóa học tại Harvard được.
BASIC của Microsoft được phổ biến trong giới đam mê máy tính, nhưng Gates đã phát hiện ra rằng bản sao chép trước khi phần mềm được đưa ra thị trường đã bị rò rỉ ra cộng đồng và nhanh chóng nó được sao chép và phân tán. Tháng 2 năm 1976, Gates viết "Lá thư mở đến những người đam mê máy tính" trong chuyên san của MITS nói rằng MITS không thể tiếp tục sản xuất phần mềm, phân phối, và duy trì chất lượng cao của phần mềm mà không trả phí cho ông. Lá thư này không được nhiều người đam mê máy tính biết đến nhưng Gates vẫn khăng khăng tin rằng công ty phải trả khoản phí do ông đòi hỏi. Microsoft tách ra khỏi MITS vào cuối 1976, công ty tiếp tục phát triển các ngôn ngữ lập trình cho các hệ máy khác nhau. Ngày 1 tháng 1 năm 1979, công ty chuyển trụ sở từ Albuquerque đến Bellevue, Washington.
Những năm đầu của Microsoft, mọi nhân viên trong công ty cũng phải kiêm luôn hoạt động kinh doanh của nó. Gates giám sát khâu kinh doanh đến từng chi tiết, nhưng vẫn tiếp tục tham gia viết mã chương trình. Trong 5 năm đầu, cá nhân ông thường đánh giá từng dòng lệnh trong các phần mềm đóng gói của công ty, và thường viết lại từng phần của chúng cho đến khi ông thấy phù hợp.

### Đối tác
Năm 1980, IBM thông qua Microsoft để viết trình thông dịch BASIC cho máy tính cá nhân sắp được tung ra của họ là máy IBM PC. Khi người đại diện của IBM đề cập đến họ cần một hệ điều hành trên các máy tính của họ, Gates đã giới thiệu họ với Digital Research (DRI), công ty viết hệ điều hành CP/M được sử dụng rộng rãi thời đó.
Thỏa thuận giữa IBM với Digital Research đạt được kết quả không như mong đợi, và hai bên đã không đạt đến được thỏa thuận về đăng ký bản quyền. Đại diện của IBM là Jack Sams nhắc đến sự khó khăn trong vấn đề đăng ký trong cuộc gặp sau đó giữa ông và Bill Gates và nói với ông về đưa ra một hệ điều hành chấp nhận được. Vài tuần sau, Gates đề xuất sử dụng 86-DOS (QDOS), một hệ điều hành tương tự như CP/M do Tim Paterson của hãng Seattle Computer Products (SCP) viết cho các phần cứng có tính năng tương tự như PC. Microsoft đã thực hiện một thỏa thuận với SCP để trở thành đại lý cấp phép độc quyền, và sau đó là chủ sở hữu hoàn toàn đối với 86-DOS. Sau khi nâng cấp hệ điều hành cho phù hợp với PC, Microsoft chuyển giao nó cho IBM với tên gọi PC-DOS với phí một lần trao đổi là $50.000. Gates không đưa ra khả năng chuyển giao bản quyền của hệ điều hành, bởi vì ông tin rằng các nhà sản xuất phần cứng khác sẽ sản xuất PC dựa trên dòng máy của IBM. Và đúng là như vậy, nhờ thị phần lớn của MS-DOS làm cho Microsoft trở thành hãng phần mềm lớn trong công nghiệp phần mềm.
Gates giám sát quá trình tái cơ cấu Microsoft vào ngày 25 tháng 6 năm 1981, trong đó kết hợp lại công ty ở tiểu bang Washington và Gates trở thành Chủ tịch và Chủ tịch hội đồng quản trị của Microsoft.

### Windows
Microsoft phát hành phiên bản bán lẻ đầu tiên của Microsoft Windows vào ngày 20 tháng 11 năm 1985, và trong tháng 8, công ty ký hợp đồng với IBM nhằm phát triển một hệ điều hành riêng biệt gọi là OS/2. Mặc dù hai công ty đã phát triển thành công phiên bản đầu tiên của hệ điều hành mới, nhưng sự gắn kết giữa những ý tưởng sáng tạo khác nhau đã dần làm suy yếu quan hệ đối tác. Gates phân phát một bản ghi nhớ nội bộ ngày 16 tháng 5 năm 1991 tuyên bố chấm dứt sự hợp tác trong OS/2 và Microsoft sẽ chuyển sang nỗ lực phát triển nhân hệ điều hành Windows NT.

### Phong cách quản lý

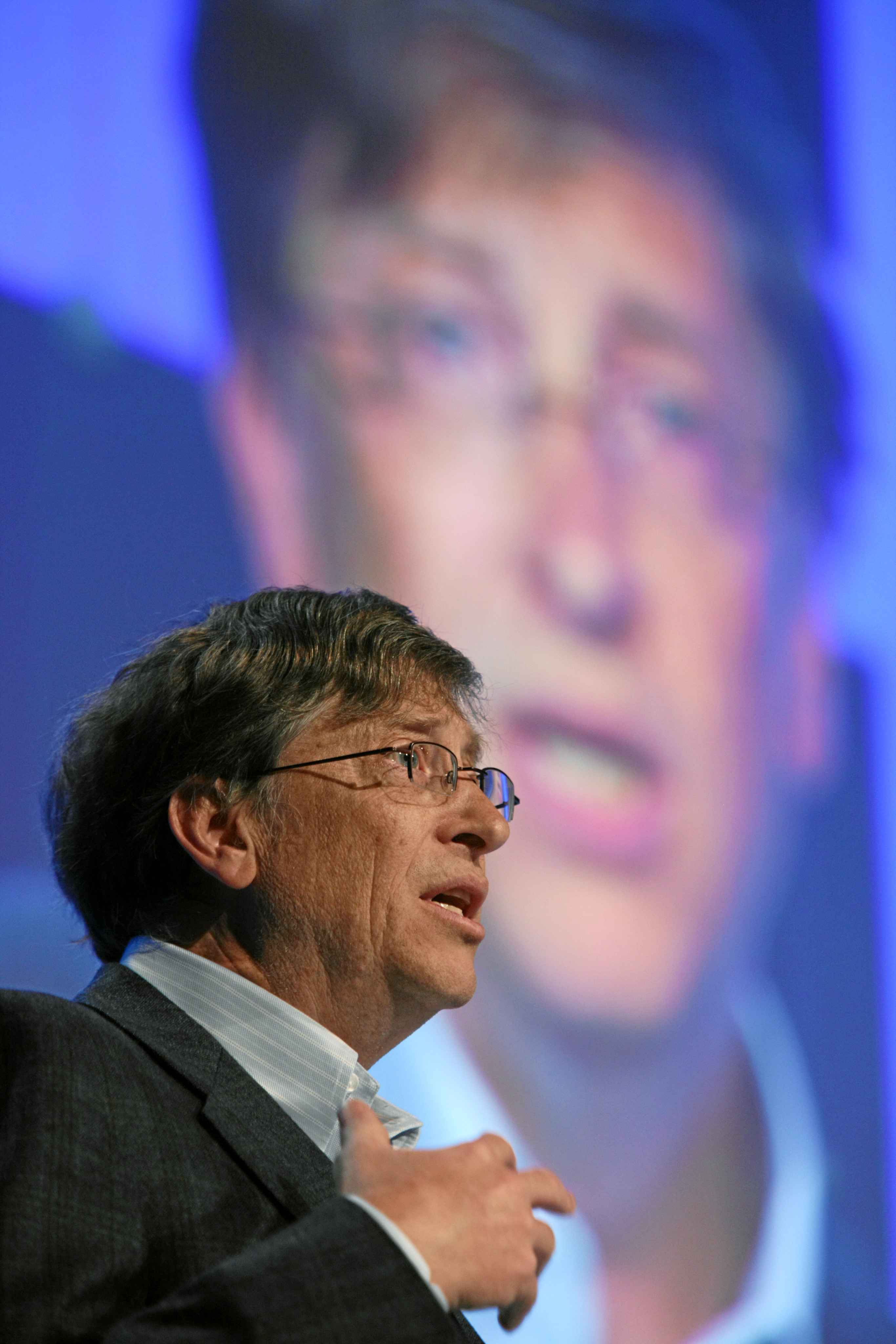
Bill Gates tại Diễn đàn kinh tế thế giới, tháng 1 năm 2008

Từ khi thành lập Microsoft năm 1975 cho đến 2006, Gates có trách nhiệm chính trong chiến lược sản phẩm của công ty. Ông đã tích cực mở rộng phạm vi sản phẩm của công ty, và ở bất cứ nơi nào Microsoft đạt được vị trí thống trị của nó thì ông mạnh mẽ bảo vệ vị thế này. Ông đạt được danh tiếng vượt xa so với những người khác; vào đầu năm 1981 một giám đốc điều hành công nghiệp phàn nàn trước công chúng rằng: "Gates có tính xấu là không chịu nghe và trả lời bằng điện thoại." Một vị giám đốc khác nhớ lại rằng sau khi chỉ cho Gates cách chơi một trò trơi điện tử và ông đã đánh bại anh ta với tỷ số 35 trên 37 ván, và khi hai người gặp lại nhau một tháng sau thì Gates "đã giành chiến thắng hoặc mê mẩn với trò chơi. Anh đã nghiên cứu trò này cho đến khi có thể giải được nó. Đây đúng là một đối thủ cạnh tranh."
Là giám đốc điều hành, Gates thường xuyên gặp gỡ với các nhà quản lý cấp cao và quản lý chương trình phần mềm của Microsoft. Những người tham dự các cuộc họp này mô tả ông luôn sẵn sàng tranh luận trực tiếp, hoặc trách móc các thành viên quản lý để mọi người nhận thấy được các lỗ hổng trong chiến lược kinh doanh của họ hoặc những rủi ro trong đề xuất khi tính đến lợi ích lâu dài của công ty.
Ông thường ngắt lời người thuyết trình với những câu phê phán như, "tại sao anh không từ bỏ quyền chọn của mình và gia nhập Peace Corps?" Những người này sẽ phải bảo vệ đề xuất của mình trước những phản biện của ông cho đến khi người đó hoàn toàn thuyết phục được Gates hay không. Khi những người cấp dưới có vẻ chần chừ và muốn trì hoãn, ông thường nói một cách châm biếm rằng, "tôi sẽ làm việc đó vào cuối tuần."
Vai trò của Gates tại Microsoft trong phần lớn lịch sử của tập đoàn chủ yếu là người quản lý và điều hành. Tuy nhiên, ông cũng tham gia vào phát triển phần mềm trong những ngày đầu của công ty, đặc biệt về các sản phẩm ngôn ngữ lập trình. Ông không còn đảm nhiệm trưởng nhóm phát triển phần mềm kể từ sản phẩm TRS-80 Model 100 (1983), nhưng vẫn còn viết mã chương trình cho các sản phẩm của công ty cho đến 1989. Ngày 15 tháng 6 năm 2006, Gates tuyên bố ông rời vị trí quản lý thường nhật của tập đoàn trong hai năm tiếp theo để giành thêm thời gian cho công tác từ thiện. Ông quyết định chia trọng trách đảm nhiệm của mình, đề bạt Ray Ozzie là người quản lý hàng ngày và Craig Mundie giữ vai trò quản lý chiến lược sản phẩm dài hạn.

### Vụ kiện chống độc quyền

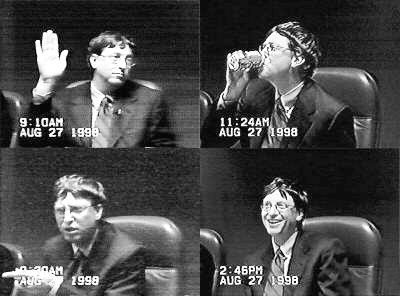
Gates đang trả lời các câu hỏi liên quan ngày 27 tháng 8 năm 1998.

Nhiều quyết định của Bill Gates trong hoạt động kinh doanh của Microsoft đã dẫn đến vụ kiện chống độc quyền nhằm vào tập đoàn. Trong vụ kiện Hoa Kỳ chống lại Microsoft năm 1998, một số nhà báo đưa tin rằng trong lúc lấy lời khai, Gates trả lời nhiều câu hỏi một cách lảng tránh. Ông cãi với luật sư David Boies với nội dung tương đương một số từ như, "cạnh tranh", "quan tâm", và "chúng tôi". Báo BusinessWeek đăng nội dung:
Ở những vòng lấy lời khai ban đầu, ông thường trả lời lúng túng và nói 'tôi không nhớ' rất nhiều lần khiến vị thẩm phán chủ tọa cũng phải cười. Tệ hơn nữa, nhiều lời phủ nhận và biện hộ không thể chối cãi của vị lãnh đạo công nghệ đã bị bên nguyên bác bỏ với những đoạn câu trong e-mail mà Gates đã gửi và nhận được.
Gates sau đó nói rằng ông chỉ đơn giản chống lại những cố gắng của luật sư Boies nhằm hiểu sai những từ và hành động của ông. Nói về những cử chỉ trong lúc trả lời hỏi cung, ông kể, "Tôi có rào đón Boies không?... Tôi đã nhận tội. Cho dù hình phạt nên áp dụng vào tôi thì sự khiếm nhã của Boies phải được nhắc đến trước tiên." Mặc dù Gates phủ nhận, quan tòa đã phán quyết rằng Microsoft đã độc quyền và bán kèm đối với những sản phẩm của mình làm cản trở sự cạnh tranh trong thị trường, cả hai điều này đều vi phạm đạo luật chống độc quyền Sherman.

### Xuất hiện trong quảng cáo

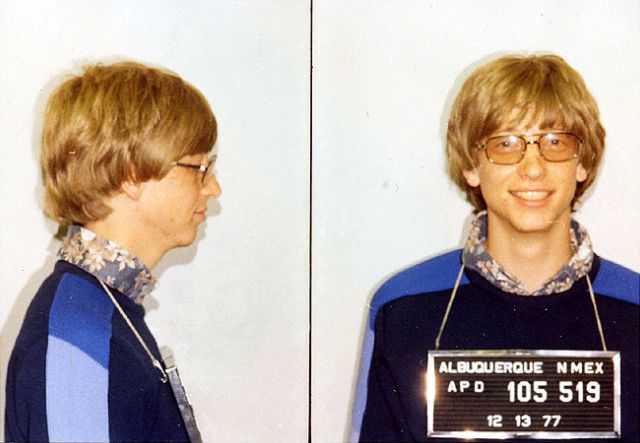
Ảnh chân dung Gates khi bị bắt vì vi phạm giao thông ở New Mexico năm 1977.

Bill Gates đã xuất hiện trong một số chương trình quảng bá cho Microsoft vào năm 2008. Phim quảng cáo thương mại đầu tiên, ông diễn cùng với Jerry Seinfeld, là một đoạn đối thoại ngắn dài 90 giây giữa một người lạ do Seinfeld thủ vai đi đến tiệm bán giày giảm giá trong trung tâm mua sắm và gặp Gates đang mua giày ở bên trong. Người bán hàng đang cố bán cho Bill Gates loại giày quá cỡ. Khi Gates đang chọn mua, trên tay ông cầm một thẻ mua hàng giảm giá có ảnh hơi khác ảnh chụp của ông khi bị cảnh sát bắt tạm giữ vì Bill Gates đã vi phạm luật giao thông ở New Mexico năm 1977. Khi hai khách hàng đi ra khỏi trung tâm, Seinfeld hỏi Gates có định hướng cho những nhà phát triển khác không, sau khi Bill trả lời là có thì ông ta hỏi tiếp là có phải họ đang làm cho máy tính trở nên dễ sử dụng hơn không, Gates tiếp tục trả lời là có. Một số người nói rằng đây là sự kính trọng dành cho chương trình hài kịch tình huống của Seinfeld về "không cái gì cả" (Seinfeld). Trong đoạn phim quảng cáo thứ hai, Gates và Seinfeld đến ở nhà của một gia đình trung lưu và cố gắng thích nghi với lối sống của họ.

## Hậu Microsoft
Từ khi rời vị trí quản lý thường nhật tại Microsoft (ông vẫn là chủ tịch), Gates dành thời gian cho các hoạt động từ thiện, cùng các dự án khác như mua lại bản quyền ghi hình các bài giảng của Richard Feynman với nội dung Tính chất các định luật vật lý tại Đại học Cornell năm 1964 do hãng BBC ghi lại. Có thể xem miễn phí các video tại dự án Tuva của Microsoft.
Tháng 4 năm 2010, Gates được mời nói chuyện tại Viện Công nghệ Massachusetts với sinh viên về những vấn đề khó khăn mà thế giới trong tương lai phải đối mặt.

## Cuộc sống cá nhân

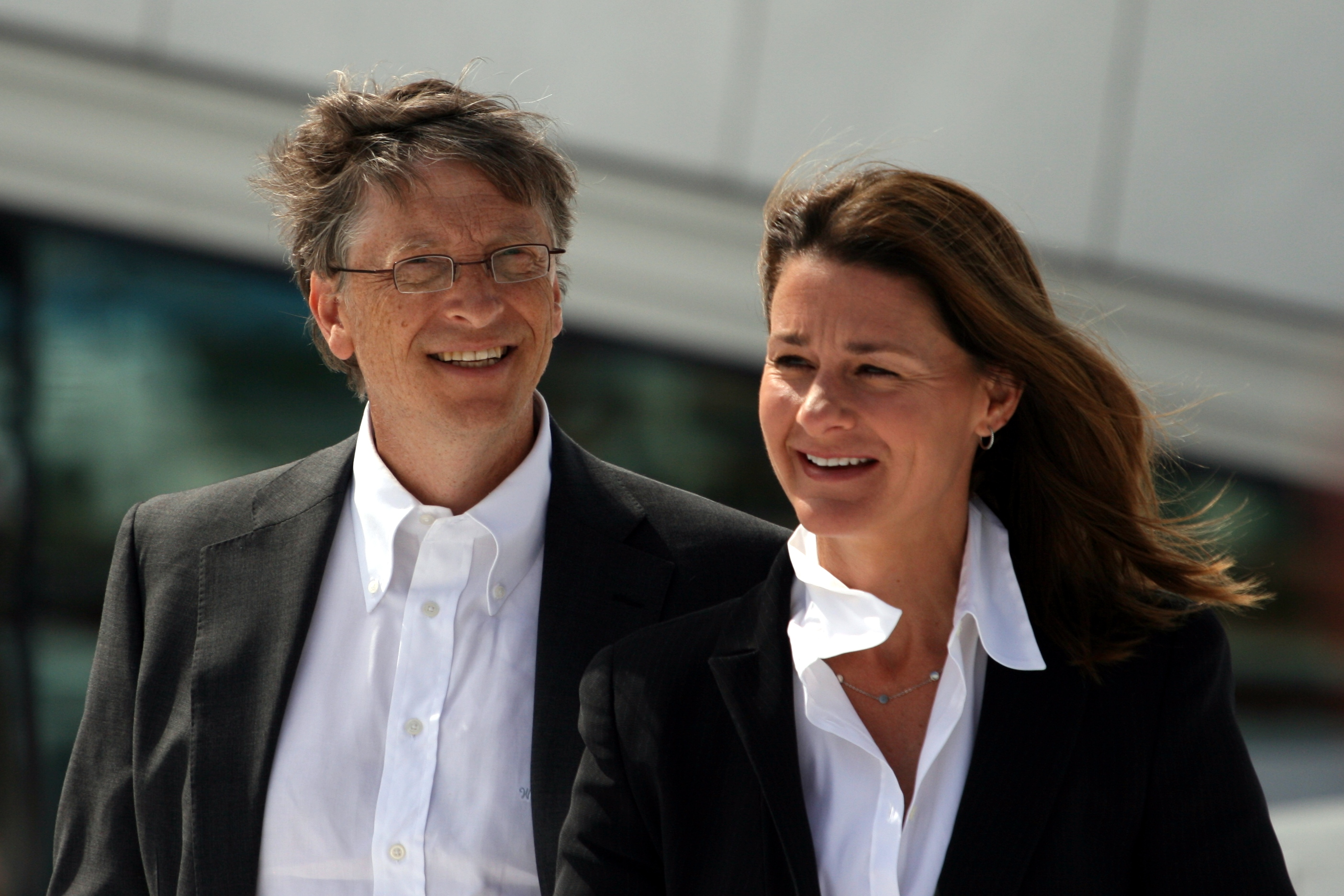
Bill và Melinda Gates, tháng 6 năm 2009.

Gates cưới Melinda French ngày 1 tháng 1 năm 1994. Họ có ba con: Jennifer Katharine, Rory John, Phoebe Adele.
Gia đình họ sống trong khu biệt thự nhìn ra hồ Washington ở Medina, bang Washington. Theo thống kê công khai của quận King, cho đến 2006 giá trị của khu biệt thự vào khoảng 125 triệu $, và thuế bất động sản hàng năm là $991.000.
Đầu tháng 5/2021, truyền thông thế giới ồn ào suốt thời gian dài vì thông tin tỷ phú Bill Gates và người vợ 27 năm Melinda Gates ly hôn dù trước đó cặp đôi luôn được ngưỡng mộ là hình mẫu vợ chồng lý tưởng giới tài phiệt. 2 vị tỷ phú nổi tiếng không hề chia tay trong hòa bình dù dường như không có tranh chấp về tài sản.
Ngay sau khi ly dị, hàng loạt tin đồn không tích cực về nhà sáng lập Microsoft đã bị truyền thông liên tục đăng tải. Bill Gates bị cáo buộc đã thường xuyên phản bội vợ trong quá trình hôn nhân. Đối tượng ngoại tình của ông trải dài từ người yêu cũ cho đến các nhân viên của Microsoft. Tập đoàn Microsoft cũng đã đưa ra tuyên bố cho biết cựu CEO, người vẫn đang giữ vị trí cổ đông quan trọng có quan hệ ngoài luồng với một nữ nhân viên vào năm 2000.
Đến tháng 3 vừa qua, bà Melinda Gates đã lần đầu tiên lên tiếng trên truyền hình khẳng định mình đã bị chồng làm tổn thương nhiều lần, quyết định chia tay không phải "do một khoảnh khắc bột phát hay một điều gì đó cụ thể" mà vì sự thiếu tin tưởng dài ngày
Khu bất động sản rộng 66.000 foot vuông (6.100 m2) có một bể bơi dài 60 foot (18 m) trang bị hệ thống âm nhạc dưới nước, một phòng tập thể thao 2.500 foot vuông (230 m2) và có một phòng ăn rộng 1.000 foot vuông (93 m2).
Một trong những bộ sưu tập của Gates là bản thảo Codex Leicester, bao gồm những trang giấy viết tay của Leonardo da Vinci mà Gates đã mua trong cuộc đấu giá với số tiền 30,8 triệu $ năm 1994. Ông cũng là một người ham đọc sách, và trên trần của gian thư viện trong khu biệt thự có khắc một câu nói trong tiểu thuyết The Great Gatsby. Ông cũng thích chơi bài bridge, tennis, và golf.
Gates được xếp vào danh sách tỷ phú Forbes 400 từ 1993 đến 2007 và là người giàu nhất thế giới theo danh sách tỷ phú của Forbes từ 1995 tới 2007 và 2009. Năm 1999, tài sản của ông vượt qua 101 tỷ $ trong một thời gian ngắn và các phương tiện truyền thông đã gọi Bill Gates "người giàu trăm tỷ đô". Mặc dù là người giàu có và thường xuyên phải di chuyển khắp nơi trên thế giới nhưng Gates vẫn đặt vé máy bay hạng phổ thông cho đến tận 1997 khi ông đặt mua một chiếc máy bay riêng. Từ 2000, giá trị cổ phần mà ông nắm giữ tại Microsoft bị tụt giảm do sự giảm giá cổ phiếu của Microsoft sau bong bóng Dot-com và do ông đã giành nhiều tỷ đô la cho quỹ từ thiện của mình. Trong một cuộc phỏng vấn tháng 5 năm 2006, Bill Gates đã nói rằng ông ước gì không trở thành người giàu nhất trên thế giới bởi vì ông không muốn quá nhiều sự chú ý mà danh hiệu này đem lại. Ông cũng đầu tư kinh doanh tại các công ty khác ngoài Microsoft, mà trong năm 2006 ông kiếm được số tiền 966.667$ với mức lương 616.667$ và khoản thưởng 350.000$ từ các công ty này. Ông thành lập hãng Corbis, một công ty ảnh kỹ thuật số vào năm 1989. Năm 2004 ông là giám đốc ban quản trị của Berkshire Hathaway, một tập đoàn đầu tư do người bạn lâu năm Warren Buffett thành lập. Tháng 3 năm 2010, Bill Gates được xếp hạng là người giàu thứ hai thế giới sau Carlos Slim.

### Công tác từ thiện

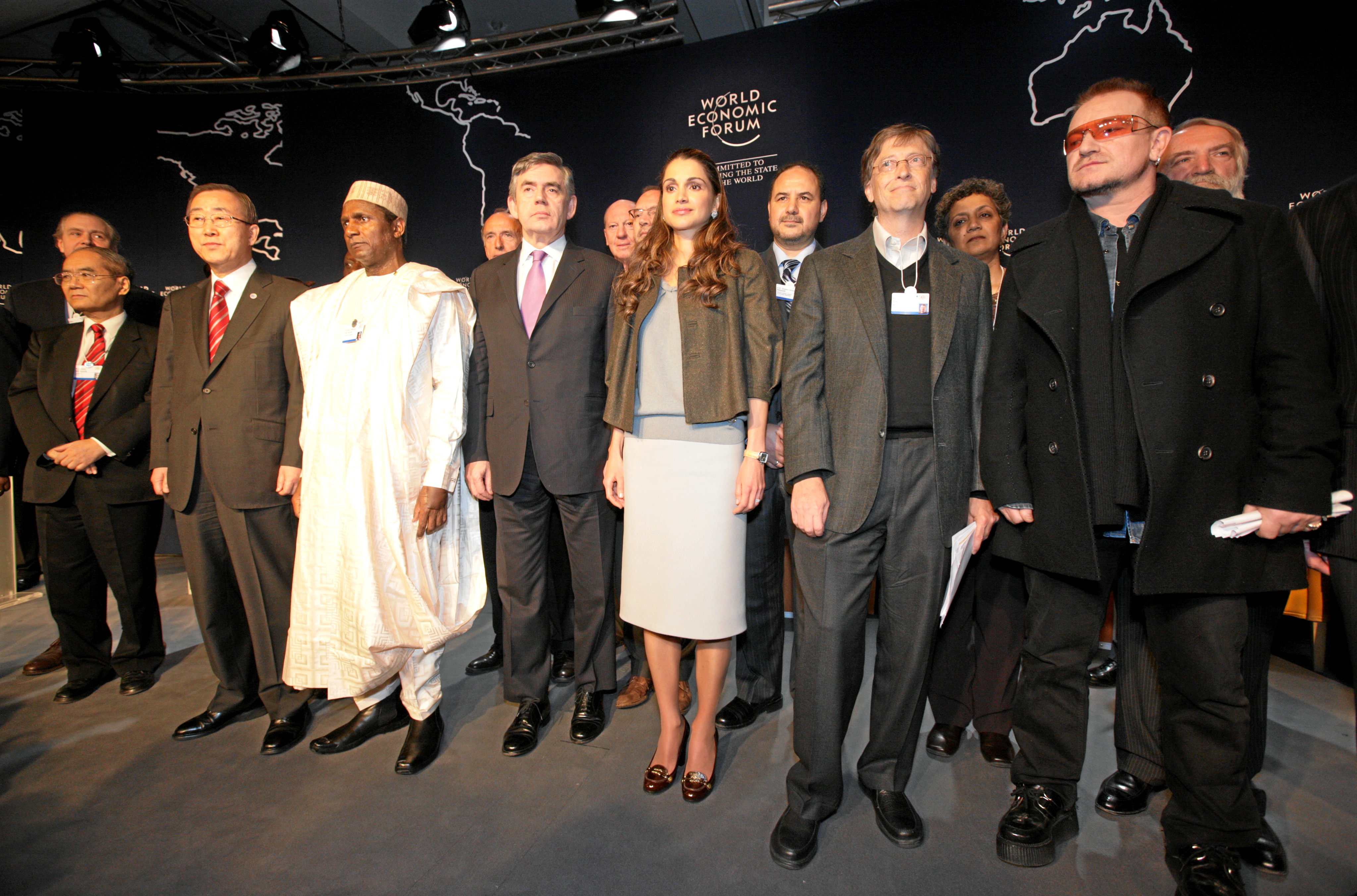
Gates cùng Bono, Hoàng hậu Rania của Jordan, cựu thủ tướng Anh Gordon Brown, tổng thống Umaru Yar'Adua của Nigeria và những người khác tại Diễn đàn Kinh tế thế giới ở Davos.

Gates bắt đầu đánh giá cao sự mong đợi từ những người khác khi dư luận cho rằng ông có thể dùng tài sản của mình để làm từ thiện. Gates đã học cách làm của Andrew Carnegie và John D. Rockefeller, và vào năm 1994 ông bán một số cổ phiếu của Microsoft nhằm tạo dựng Quỹ William H. Gates. Năm 2000, Gates và vợ đã sáp nhập ba quỹ của gia đình thành một là Quỹ Bill & Melinda Gates, quỹ từ thiện hoạt động công khai lớn nhất thế giới hiện nay. Cách hoạt động của quỹ cho phép các nhà hảo tâm biết được thông tin mà tiền họ quyên góp sẽ được sử dụng như thế nào, không giống như cách hoạt động của những tổ chức từ thiện lớn khác như Wellcome Trust. Sự hào phóng và đóng góp lớn của David Rockefeller cho công việc từ thiện được coi là nhân tố chính tác động đến ông. Gates cùng cha mình đã gặp Rockefeller vài lần, và họ thực hiện công tác từ thiện theo những mục tiêu giống với mục tiêu hoạt động của quỹ từ thiện nhà Rockefeller, như những vấn đề toàn cầu bị chính phủ các nước và các tổ chức bỏ qua hoặc chưa được quan tâm đúng mức. Cho đến 2007, Bill và Melinda Gates là quỹ từ thiện lớn thứ hai ở Hoa Kỳ, với ngân sách tới 28 tỷ $. Họ có kế hoạch dành tới 95% tài sản cho từ thiện.
Quỹ đầu tư vào các công ty có mục đích làm giảm tỷ lệ đói nghèo ở các nước kém phát triển, vào các công ty sản xuất gây ô nhiễm nặng, công ty dược mà nhiều loại thuốc không được bán ở các nước đang phát triển.
Mục tiêu của Quỹ là thúc đẩy những ý tưởng sáng tạo, phát triển các công nghệ năng lượng sạch, nâng cao khả năng chăm sóc sức khỏe của xã hội cũng như đầu tư vào giáo dục.
Melinda Gates cho rằng nhiều người nên học lòng từ thiện của gia đình Salwen. Gia đình này đã bán nhà của họ và dành một nửa số tiền thu được cho quyên góp từ thiện, như được miêu tả trong The Power of Half. Gates và vợ đã mời Joan Salwen đến Seattle để kể về những hoạt động mà gia đình họ đã làm. Vào ngày 9 tháng 12 năm 2010, Gates, Warren Buffett, và Mark Zuckerberg đã ký vào bản ghi nhớ "Cam kết cho đi của Gates-Buffet", mà họ hứa sẽ giành ít nhất một nửa tài sản làm từ thiện trong tương lai.

### Công nhận

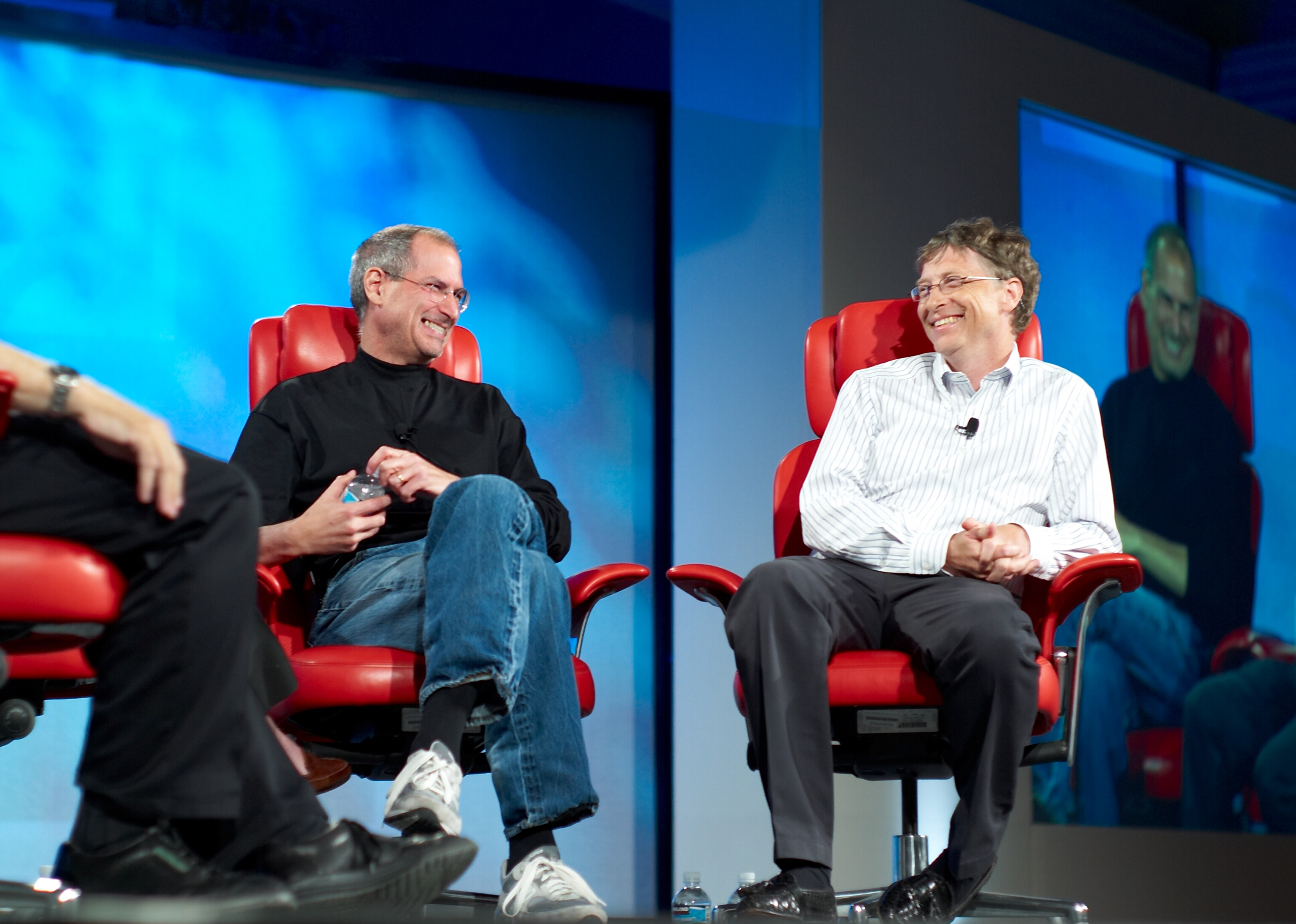
Bill Gates và Steve Jobs ở hội nghị D: All Things Digital lần thứ 5 (D5) vào 2007.

Năm 1987, Gates lần đầu tiên trở thành tỷ phú khi có tên trong danh sách Những người giàu nhất Forbes 400 xuất bản ở Hoa Kỳ, chỉ một ngày trước lần sinh nhật thứ 32 của ông. Là một tỷ phú tự thân lập nghiệp trẻ nhất thế giới với tài sản khi đó là 1,25 tỷ $, tăng hơn 900 triệu $ so với tài sản ông có ở năm trước.
Tạp chí Time nêu tên Gates là một trong những người ảnh hưởng nhất của thế kỷ 20, cũng như một trong 100 người ảnh hưởng nhất trong các năm 2004, 2005, và 2006. Time cũng vinh danh đồng thời Gates, Melinda và trưởng nhóm ban nhạc U2 Bono là Nhân vật của năm 2005 cho những nỗ lực mang tính nhân văn của họ. Năm 2006, ông đứng thứ 8 trong danh sách "Anh hùng của thời đại". Năm 1999 báo The Sunday Times nêu tên ông trong "Danh sách những người quyền lực nhất", và Tạp chí Giám đốc điều hành công nhận ông là CEO của năm 1994. Ông xếp thứ nhất trong "Top 50 Nhân vật Công nghệ" của Time năm 1998, xếp thứ hai trong "Danh sách 100 người nổi tiếng" của tờ Upside năm 1999 và là một trong "Top 100 người ảnh hưởng trong truyền thông" của The Guardian năm 2001.
Năm 1994, ông được vinh danh là Hội viên xuất sắc thứ 20 của Hiệp hội Máy tính Anh quốc. Bill Gates đã nhận nhiều bằng tiến sĩ danh dự từ Đại học kinh doanh Nyenrode, Breukelen, Hà Lan năm 2000; Viện công nghệ hoàng gia, Stockholm, Thụy Điển năm 2002; Đại học Waseda, Tokyo, Nhật Bản năm 2005; Đại học Thanh Hoa, Bắc Kinh, Trung Quốc năm 2007; Đại học Harvard năm 2007; Viện Karolinska, Stockholm, năm 2008, và Đại học Cambridge năm 2009. Ông cũng là thành viên danh dự của Đại học Bắc Kinh năm 2007. Gates cũng là Hiệp sĩ danh dự của Đế chế Anh (KBE) do Nữ hoàng Elizabeth II trao năm 2005, và các nhà côn trùng học đặt tên Bill Gates cho một côn trùng họ Ruồi giả ong là Eristalis gatesi.
Tháng 11 năm 2006, ông và vợ nhận Tước hiệu Đại bàng Aztec cho hoạt động từ thiện của họ trên thế giới trong các lĩnh vực sức khỏe và giáo dục, đặc biệt ở Mexico với chương trình "Un país de lectores". Tháng 10 năm 2009, Gates nhận Giải thưởng Bower 2010 trong lĩnh vực Người lãnh đạo kinh doanh của Viện Franklin vì những thành tựu trong kinh doanh và công tác từ thiện. Năm 2010 ông nhận Giải bạc Buffalo của Hội Nam Hướng đạo Mỹ, giải thưởng cao nhất dành cho người lớn vì những hoạt động dành cho tuổi trẻ.
Năm 2011, Bill Gates là một trong năm người quyền lực nhất trên thế giới theo tạp chí Forbes.
Năm 2013 ông và bà vợ được Viện hàn lâm Khoa học quốc gia Hoa Kỳ trao tặng Huy chương Phúc lợi công cộng.

### Đầu tư
- Cascade Investments LLC, công ty bất động sản và đầu tư tư nhân ở Hoa Kỳ, do Bill Gates quản lý, có trụ sở Kirkland, Washington.
- bgC3, một công ty nghiên cứu các công nghệ mới do Bill Gates sáng lập.
- Corbis, công ty dịch vụ ảnh bản quyền kĩ thuật số.
- TerraPower, công ty thiết kế lò phản ứng hạt nhân thế hệ mới.

## Sách và phim
Cho tới nay, Bill Gates đã viết hai cuốn sách. Con đường phía trước, viết cùng giám đốc điều hành Nathan Myhrvold và nhà báo Peter Rinearson, xuất bản tháng 11 năm 1995, cuốn sách tổng kết vai trò và ý nghĩa của cuộc cách mạng máy tính cá nhân và miêu tả tương lai sẽ thay đổi như thế nào khi có một mạng lưới truyền thông tin tốc độ siêu cao. Kinh doanh @ tốc độ của Tư duy xuất bản năm 1999, thảo luận về kinh doanh và công nghệ được kết hợp với nhau như thế nào, và tác giả chỉ ra mạng lưới thông tin và cơ sở hạ tầng kĩ thuật số sẽ là một yếu tố cạnh tranh trong thời đại số.
Gates đã xuất hiện nhiều trong phim tài liệu như phim Waiting for "Superman" năm 2010, và loạt phim tài liệu của BBC The Virtual Revolution.
Bill Gates là nhân vật chính trong phim Pirates of Silicon Valley năm 1999, bộ phim kể về lịch sử hình thành và quá trình phát triển của Apple và Microsoft từ đầu thập niên 1970 tới 1997. Diễn viên Anthony Michael Hall thủ vai ông.

### Sách
- Fridson, Martin (2001). How to be a Billionaire: Proven Strategies from the Titans of Wealth. John Wiley & Sons. ISBN 0471416177.
- Gates, Bill (1996). The Road Ahead. Penguin Books. ISBN 0140260404.
- Lesinski, Jeanne M. (2006). Bill Gates (Biography (a & E)). A&E Television Networks. ISBN 0822570270.
- Manes, Stephen (1994). Gates: How Microsoft's Mogul Reinvented an Industry and Made Himself The Richest Man in America. Touchstone Pictures. ISBN 0671880748.
- Wallace, James (1993). Hard Drive: Bill Gates and the Making of the Microsoft Empire. New York: HarperCollins Publishers. ISBN 0471568864.